# Nodar Akhalkatsi
Nodar Akhalkatsi, né le 2 janvier 1938 à Tbilissi, mort le 24 janvier 1998 à Moscou, est un joueur professionnel, entraîneur et dirigeant de football soviétique puis géorgien.
Cet ancien attaquant se fait connaître du monde du football comme entraîneur, en remportant avec le Dinamo Tbilissi le championnat d'Union soviétique en 1978 et la Coupe d'Europe des vainqueurs de coupe en 1981. Il dirige ensuite la Fédération de Géorgie de football, de sa fondation en 1990 jusqu'à sa mort en 1998.

## Carrière
Footballeur de talent modeste, Akhalkatsi joue comme attaquant pour le SKWO Tbilissi de 1957 à 1959, puis pour le Lokomotiv Tbilissi de 1960 à 1966. Il évolue alors dans le championnat régional, loin du championnat d'Union soviétique.
Devenu entraîneur, il dirige de 1975 à 1983 (puis en 1985-1986) l'équipe première du Dinamo Tbilissi, à laquelle il fait pratiquer un jeu offensif, vif et technique grâce auquel le club remporte le championnat soviétique en 1978, la coupe d'Union soviétique à deux reprises (en 1976 et 1980) et enfin la Coupe d'Europe des vainqueurs de coupe en 1981, face aux Est-allemands du FC Carl Zeiss Jena. 
Les stars de l'équipe sont à cette époque David Kipiani, Ramaz Shengelia, Vitaly Daraselia, Tengiz Sulakvelidze et Aleksandr Chivadze, tous internationaux soviétiques. En 1982, il est d'ailleurs l'adjoint du sélectionneur soviétique Konstantin Beskov pour la coupe du monde de football en Espagne.
En 1990, alors que la Géorgie prend son indépendance, il devient le premier président de la Fédération de Géorgie de football et le reste jusqu'à son décès, le 24 janvier 1998 à Moscou, d'une crise cardiaque.

## Palmarès d'entraîneur
Dinamo Tbilissi
- Vainqueur de la Coupe des vainqueurs de coupe en 1981.
- Champion d'Union soviétique en 1978.
- Vainqueur de la Coupe d'Union soviétique en 1976 et 1979.
- Finaliste de la Coupe d'Union soviétique en 1980.